# 브라이언 레처
브라이언 레처(Brian Letscher, 1989년 1월 1일 ~ )는 미국의 배우이다.

## 출연 작품

### 영화
- 케이트 앤 레오폴드 (2001)
- 나는 칸느영화제 가려고 포르노를 찍는다 (2006, Slippery Slope)
- 푸치니 초급과정 (2006)

### 텔레비전
- 뉴욕경찰 24시 (2003)
- 성범죄수사대: SVU (2003-05)
- 올 마이 칠드런 (2006)
- 로앤오더 (2006)
- 뉴욕 특수수사대 (2007)
- 내가 그녀를 만났을 때 (2007)
- CSI: 과학수사대 (2008)
- 콜드 케이스 (2009)
- 본즈 (2009)
- NCIS: 로스앤젤레스 (2009)
- 프리티 리틀 라이어스 (2010)
- 멘탈리스트 (2010)
- 번 노티스 (2011)
- 스캔들 (2012-18)
- 캐슬 (2013)
- 퍼셉션 (2014)
- 그림 형제 (2014)
- 하와이 파이브-0 (2015)
- 시카고 파이어 (2019)
- NCIS: 뉴올리언스 (2020)
- 스테이션 19 (2020)
- 매그넘 P.I. (2020)
- FBI: 인터내셔널 (2022)
- 9-1-1: 론 스타 (2022)